# 圣若泽-杜斯奥森蒂斯
圣若泽-杜斯奥森蒂斯是巴西南大河州的一个市镇。总面积1176.685平方公里，总人口3180人，人口密度2.7人/平方公里。